# Ervin Santana

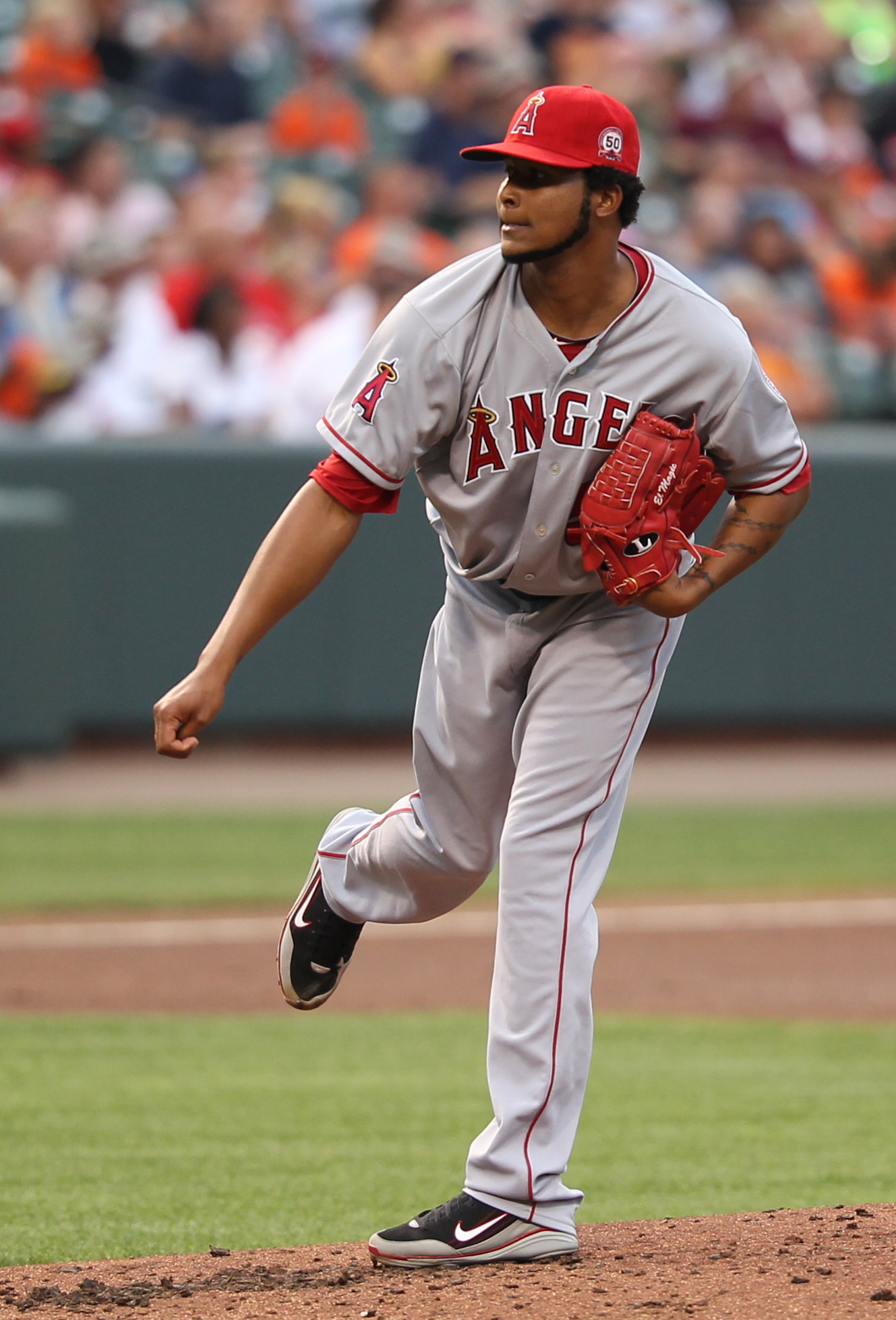
Santana en 2011

Ervin Ramón Santana (nacido Johan Ramón Santana el 12 de diciembre de 1982 en La Romana) es un lanzador abridor dominicano de Grandes Ligas que lanza para los Kansas City Royals.

## Nombre
El nombre de nacimiento de Santana es Johann Ramón Santana, y usó ese nombre durante toda su vida hasta el año 2003. En ese momento, decidió cambiar su nombre para evitar tener el mismo nombre que el venezolano lanzador, Johan Santana.

## Carrera

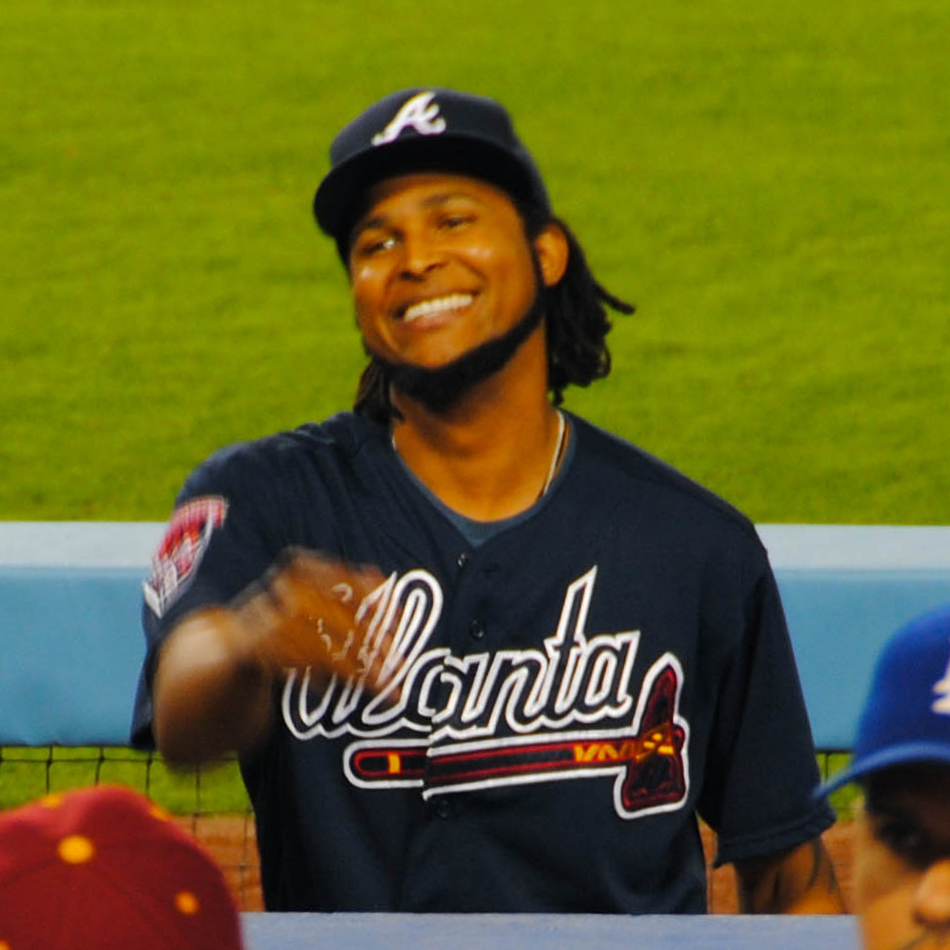
Ervin Santana

Santana fue el lanzador abridor del equipo Doble-A filial de los Angelinos los Arkansas Travelers a principios de 2005, donde registró un récord de 5-1 y efectividad de 2.31 en siete aperturas. Después de una lesión del abridor venezolano Kelvim Escobar, Santana ganó un ascenso. Hizo su primera aparición en las Grandes Ligas el 17 de mayo de 2005 contra los Indios de Cleveland, en el cual él dio la versión de pitcheo de "batear para el ciclo" a los primeros cuatro bateadores que enfrentó. En su segunda salida, frente a Jon Garland de los Medias Blancas de Chicago (quien en ese momento tuvo el mejor récord del béisbol), Santana superó a Garland al lanzar una blanqueada de juego completo. Permitió tan sólo 5 hits y ponchó a siete para su primera victoria. Santana fue colocado en la lista de lesionados y fue enviado de vuelta a los menores al equipo Triple-A, Salt Lake Bees.
Después de que los problemas en el codo de Escobar se convirtieran en un problema recurrente, fue puesto de nuevo en la lista de lesionados y Santana recibió su segunda llamada a las Grandes Ligas. Lanzó suficientemente bien como para ganarse un lugar en el roster de postemporada, pero se quedó inicialmente fuera de la rotación de cuatro hombres. En el decisivo juego 5 de la Serie Divisional de la Liga Americana de los playoffs contra los Yanquis de Nueva York, el as del equipo Bartolo Colón salió con una lesión en el hombro en el segundo inning. Santana reforzó en una salida de relevo larga, y lanzó 5 innings y un tercio para granjearse su primera victoria de playoffs en su primera aparición.
Su primera temporada con los Angelinos terminó con 12 victorias en la temporada regular. En la temporada 2006, terminó con un récord de 16-8. Después de un decepcionante inicio de temporada en 2007 donde terminó con 5-11 y una efectividad de 6.22, fue enviado a Triple-A, el 18 de julio de 2007. Fue llamado por los Angelinos el 17 de agosto de 2007, y recuperó su puesto en la rotación de abridores.
El 30 de abril de 2008, Santana igualó un récord de franquicia con un récord de 5-0 salidas en la temporada. Se unió a la leyenda de los Angelinos Frank Tanana y a su compañero de equipo Joe Saunders, quien igualó a Tanana el día anterior. Santana terminó con récord de 11-3 con una efectividad de 3.34 durante la pausa por el Juego de Estrellas 2008. Lanzando en el Juego de Estrellas de 2008, Santana permitió un jonrón en la quinta entrada del jardinero izquierdo de los Rockies de Colorado Matt Holliday.
El 22 de septiembre de 2008, Santana lanzó contra los Marineros de Seattle, donde en ocho entradas permitió cinco hits, una carrera limpia y ponchó a nueve empatando un récord personal de 16 victorias en una temporada. El 3 de octubre de 2008, permitió cuatro carreras en la primera entrada, 5 en total en el juego, para poner a su equipo detrás de los Medias Rojas de Boston en el Juego 2 de la Serie Divisional de la Liga Americana.
Santana comenzó la temporada 2009 en la lista de lesionados. En su primer partido de la temporada, salió sin decisión ante los Medias Rojas de Boston.
Después de batallar con una decepcionante efectividad de 8.35, los Angelinos colocaron a Santana en la lista de lesionados.
El 28 de septiembre de 2009, Santana lanzó una blanqueada de juego completo convirtiéndose en el primer lanzador en la historia de la franquicia en lanzar una blanqueada en un juego para hacerse con la División Oeste.
En 2010, a pesar de que los Angelinos terminaron dos juegos por debajo de .500, Santana terminó la temporada con un impresionante registro de 17-10 y una efectividad de 3.92 con 169 ponches.
El 27 de julio de 2011, Santana lanzó un juego sin hit contra los Indios de Cleveland. Fue el primer no-hitter de Santana, y el primero juego de los Angelinos desde 1990. También fue la primera victoria de Santana contra los Indios de Cleveland en 11 aperturas en su carrera. Ponchó a 10, dio un boleto y permitió una carrera sucia. Al final de la temporada 2011, Santana impuso una marca personal de 3.38 de efectividad y un récord de 11-12.